# Estandarte de la crucifixión

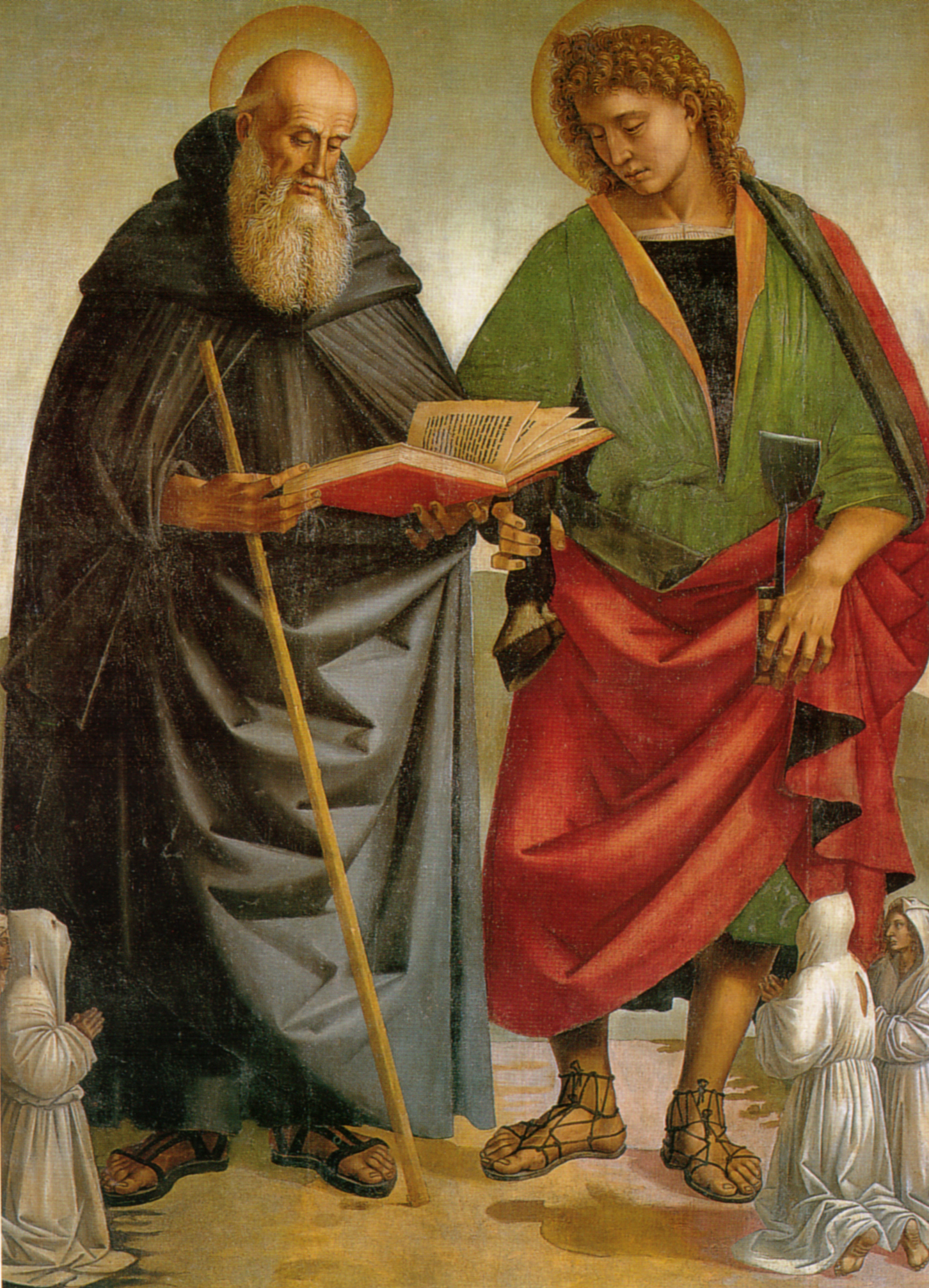
San Antonio Abad y san Eligio con cuatro hermanos de la Cofrafía de san Antonio Abad.

El Estandarte de la Crucifixión es una pintura al temple sobre lienzo de Luca Signorelli, fechada alrededor de 1502-1505 y que se exhibe en el altar de la iglesia de san Antonio Abad de Sansepolcro.   

## Historia
Este cuadro es un estandarte procesional encargado por el Borgo San Sepolcro para la iglesia de san Antonio Abad (justificado por la presencia votiva del santo a ambos lados del estandarte y de los penitentes de la cofradía).   

## Iconografía
Pintado en ambos lados, sus temas son: 
- Cara principal: la Crucifixión, escena de la Pasión de Cristo que muestra a Jesús en la cruz de su tormento, rodeado de figuras santas, incluida su madre.
- Reverso: dos santos absortos en la lectura de un libro rodeados de penitentes con hábitos blancos.

## Descripción
La crucifixión muestra a Cristo en la cruz muerto sangrando y goteando sus heridas, simplemente rodeado por las santas figuras de su entorno: la Virgen María desmayada, las otras tres santas Marías, María de Cleofás y María Salomé que la sostienen, y María Magdalena en retirada a la derecha; san Juan de pie en piadosa contemplación a la izquierda y la presencia de san Antonio Abad extasiado sosteniendo el poste de la cruz completa el séquito.   
En el reverso se repite la presencia del anciano san Antonio Abad, sosteniendo su bastón y el libro abierto, colocado cerca de un joven san Eligio que lleva los atributos de su oficio como herrador (un pie de caballo cortado y una herramienta para pelar los cascos de los caballos). Como ninguno de los dos santos se les asocia con un libro como atributo su inclusión aquí puede referirse al libro de estatutos de la cofradía
que se llevaba en sus procesiones. Los (pequeños) penitentes con hábitos blancos arrodillados ocupan la parte inferior de la composición (que seguían al estandarte durante las procesiones).

## Análisis
La composición de la cara principal del estandarte expresa todos los preceptos de la pintura renacentista:Cristo crucificado, tamaño unificado de los protagonistas en el primer plano cercano, escenas secundarias distantes (descenso de la cruz y los ladrones crucificados, palacios que indican la cercana Jerusalén) y un paisaje de fuga embellecido con la naturaleza (rocas, montañas, agua, cielo y nubes). Se puede observar también el inusual aspecto musculoso del cuerpo de Cristo muerto. 
La perspectiva invertida aún se mantiene en la práctica en el reverso de este elemento devocional procesional, donde los penitentes blancos arrodillados son de tamaño muy reducido en comparación con las figuras sagradas de los intercesores.
La representación meticulosa de los atributos iconográficos y la perspectiva invertida con las diferencias de tamaño de las figuras dotan a esta obra de un carácter arcaizante para una obra de principios del cinquecento.